# Anette Madsen
Anette Madsen, född 28 januari 1972, är en svensk statsvetare och tjänsteman som från 1 februari 2025 är generaldirektör för Sveriges geologiska undersökning.
Madsen växte upp i Hallstavik och blev efter universitetsstudier statsvetare med en filosofie kandidatexamen i offentlig rätt från Södertörns högskola, varefter hon 1995-1997 arbetade som ambassadsekreterare vid Tunisiens ambassad i Stockholm.
År 1997 anställdes hon vid Regeringskansliet som assistent på Finansdepartementets budgetavdelning. År 2002 blev hon departementssekreterare vid Jordbruksdepartementet och utnämndes 2008 till kansliråd vid Landsbygdsdepartementet. Här blev hon 2011 biträdande enhetschef innan hon 2015 blev departementsråd vid Näringsdepartementet. Vid Näringsdepartementet var Madsen chef för den enhet som arbetade med regeringens styrning av myndigheterna Bolagsverket, Jordbruksverket, Konkurrensverket, Livsmedelsverket, Skogsstyrelsen, Sveriges geologiska undersökning, Sveriges lantbruksuniversitet, Statens veterinärmedicinska anstalt och Tillväxtanalys. År 2019 fick Madsen en tjänst som departementsråd och administrativ chef vid Infrastrukturdepartementet.
År 2020 sökte hon och fick tjänsten som kommundirektör i Norrtälje kommun. Tjänsten innebar även rollen som VD för det kommunala bolaget Norrtälje kommunhus AB.